# Chelonus agathis
Chelonus agathis är en stekelart som först beskrevs av Papp 1971.  Chelonus agathis ingår i släktet Chelonus och familjen bracksteklar. Inga underarter finns listade i Catalogue of Life.